# CUE!
CUE! es un juego móvil japonés producido por Liber Entertainment. Se lanzó en los sistemas iOS y Android el 25 de octubre de 2019. El juego es un juego de simulación en el que los jugadores pueden entrenar a los actores de voz emergentes. Una adaptación de la serie de televisión de anime de Yumeta Company y Graphinica se emitió de enero a junio de 2022 en el bloque de programación Animeism.

## Personajes

### Flower
Haruna Mutsuishi (六石 陽菜 Mutsuishi Haruna?)
 Seiyū: Yurina Uchiyama
Maika Takatori (鷹取 舞花 Takatori Maika?)
 Seiyū: Nene Hieda
Shiho Kano (鹿野 志穂 Kano Shiho?)
 Seiyū: Kyōka Moriya
Honoka Tsukii (月居 ほのか Tsukii Honoka?)
 Seiyū: Yuna Ogata

### Bird
Yūki Tendō (天童 悠希 Tendō Yūki?)
 Seiyū: Ayaka Takamura
Chisa Akagawa (赤川 千紗 Akagawa Chisa?)
 Seiyū: Satsuki Miyahara
Airi Eniwa (恵庭 あいり Eniwa Airi?)
 Seiyū: Mayu Iizuka
Yuzuha Kujō (九条 柚葉 Kujō Yuzuha?)
 Seiyū: Manatsu Murakami

### Wind
Miharu Yomine (夜峰 美晴 Yomine Miharu?)
 Seiyū: Yukari Anzai
Aya Kamuro (神室 絢 Kamuro Aya?)
 Seiyū: Saki Matsuda
Mahoro Miyaji (宮路 まほろ Miyaji Mahoro?)
 Seiyū: Megumi Yamaguchi
Riko Hinakura (日名倉 莉子 Hinakura Riko?)
 Seiyū: Arisa Tsuruno

### Moon
Rie Maruyama (丸山 利恵 Maruyama Rie?)
 Seiyū: Hina Tachibana
Satori Utsugi (宇津木 聡里 Utsugi Satori?)
 Seiyū: Ami Komine
Rinne Myōjin (明神 凛音 Myōjin Rinne?)
 Seiyū: Mai Satō
Mei Tōmi (遠見 鳴 Tōmi Mei?)
 Seiyū: Rio Tsuchiya

### Otros personajes
Rio Isuzu (五十鈴 りお Isuzu Rio?)
 Seiyū: Aya Suzaki
Se desempeña como gerente de las actrices de voz en la agencia AiRBLUE.
Masaki Ōtori (鳳 真咲 Ōtori Masaki?)
 Seiyū: Yōko Hikasa
Se desempeña como presidenta de la agencia AirBlue.

## Media

### Videojuegos
El 25 de octubre de 2019 se lanzó un juego móvil de Liber Entertainment. El juego finalizó temporalmente el servicio el 30 de abril de 2021 para revisar los elementos del juego. El 23 de julio de 2022 se anunció que se habían interrumpido los esfuerzos para relanzar el juego y que se suspenderían las actividades de las unidades de ídolos de AirBLUE.

### Anime
El 1 de noviembre de 2020 se anunció una adaptación de la serie de televisión de anime. Está producida por Yumeta Company y Graphinicay dirigida por Shin Katagai, con Tatsuhiko Urahata supervisando los guiones de la serie, Motohiro Taniguchi diseñando los personajes y Ryosuke Nakanishi componiendo la música. Se emitió del 8 de enero al 25 de junio de 2022 en el bloque de programación Animeism en MBS, TBS, BS-TBS. El primer tema de apertura es "Start Line" y el primer tema final es "Hajimari no Kane no Ne ga". Narihibiku Sora". El segundo tema de apertura es "Tomorrow's Diary", y el segundo tema de cierre es "Yumeda Yori". Todas las canciones son interpretadas por el grupo AirBLUE. Crunchyroll obtuvo la licencia de la serie fuera de Asia.